# قلعه‌نو (درودزن)
قلعه‌نو روستایی در دهستان ابرج بخش درودزن شهرستان مرودشت استان فارس ایران است. از نظر جغرافیایی در ۲ کیلومتری روستایی به نام مائین که قبلاً شهر مائین خوانده می‌شده قرار گرفته‌است.

## جمعیت
بر پایه سرشماری عمومی نفوس و مسکن در سال ۱۳۹۵ جمعیت این روستا ۷۷۸ نفر (۲۱۵خانوار) بوده‌است.
اکثریت مردم این روستا از طایفه کرد می‌باشند و تعداد محدودی از ساکنان این محل را چندین خانواده را لر، ترک و طایفه کوروش و دارغا تشکیل می‌دهند.